# 天主教三马林达总教区
天主教三馬林達總教區（拉丁語：Archidioecesis Samarindaënsis）是印度尼西亞一個羅馬天主教總教區，也是該國十個總教區之一，位於婆羅洲東加里曼丹省南部。下轄馬辰、帕朗卡拉亞和丹戎塞洛三個教區。2004年有教友122,428人、23個堂區、35名司鐸。現任總主教為尤斯蒂诺斯•哈约苏桑托。
1955年5月21日自天主教馬辰代牧區設代牧區。1963年1月3日升為教區。2003年1月29日升為總教區。